# Södra Möre domsagas västra valkrets
Södra Möre domsagas västra valkrets var under perioden 1867–1911 en av de åtta enmansvalkretsarna på landsbygden i Kalmar län vid val till andra kammaren i den svenska riksdagen. Från och med valet 1911 uppgick valkretsen i Kalmar läns södra valkrets. 

## Riksdagsmän
- Jonas Jonasson, lmp (1867–1884)
- Alfred Malmström (1885–första riksmötet 1887)
- Olof Bondeson (andra riksmötet 1887)
- Carl Johan Bladh, nya lmp 1888–1894, lmp 1895 (1888–1895)
- Carl Peter Gustafsson, lmp (1896)
- Carl Carlsson, lmp (1897–1908)
- Wilhelm Andersson, lmp (1909–1911)

## Valresultat

### 1896
| Andrakammarvalet i Sverige 1896: Södra Möre domsagas västra valkrets | Andrakammarvalet i Sverige 1896: Södra Möre domsagas västra valkrets | Andrakammarvalet i Sverige 1896: Södra Möre domsagas västra valkrets | Andrakammarvalet i Sverige 1896: Södra Möre domsagas västra valkrets | Andrakammarvalet i Sverige 1896: Södra Möre domsagas västra valkrets |
| Kandidat                                                             | Kandidat                                                             | Röster                                                               | Röster                                                               | Röster                                                               |
| Kandidat                                                             | Kandidat                                                             | Antal                                                                | %                                                                    | +− %                                                                 |
| -------------------------------------------------------------------- | -------------------------------------------------------------------- | -------------------------------------------------------------------- | -------------------------------------------------------------------- | -------------------------------------------------------------------- |
|                                                                      | Carl Carlsson                                                        | 229                                                                  | 50,0                                                                 |                                                                      |
|                                                                      | J.M. Lindstedt                                                       | 99                                                                   | 21,6                                                                 |                                                                      |
|                                                                      | Övriga kandidater                                                    | 130                                                                  | 28,4                                                                 | —                                                                    |
| Antal giltiga röster                                                 | Antal giltiga röster                                                 | 458                                                                  |                                                                      |                                                                      |
| Kasserade röster                                                     | Kasserade röster                                                     | 6                                                                    |                                                                      |                                                                      |
| Totalt                                                               | Totalt                                                               | 454                                                                  |                                                                      |                                                                      |

Valdeltagandet var 27,2%.

### 1899
| Andrakammarvalet i Sverige 1899: Södra Möre domsagas västra valkrets | Andrakammarvalet i Sverige 1899: Södra Möre domsagas västra valkrets | Andrakammarvalet i Sverige 1899: Södra Möre domsagas västra valkrets | Andrakammarvalet i Sverige 1899: Södra Möre domsagas västra valkrets | Andrakammarvalet i Sverige 1899: Södra Möre domsagas västra valkrets |
| Kandidat                                                             | Kandidat                                                             | Röster                                                               | Röster                                                               | Röster                                                               |
| Kandidat                                                             | Kandidat                                                             | Antal                                                                | %                                                                    | +− %                                                                 |
| -------------------------------------------------------------------- | -------------------------------------------------------------------- | -------------------------------------------------------------------- | -------------------------------------------------------------------- | -------------------------------------------------------------------- |
|                                                                      | Carl Carlsson                                                        | 330                                                                  | 68,6                                                                 | ▲18,6%                                                               |
|                                                                      | J.M. Lindstedt                                                       | 131                                                                  | 27,2                                                                 | ▲5,6%                                                                |
|                                                                      | Övriga kandidater                                                    | 20                                                                   | 4,2                                                                  | —                                                                    |
| Antal giltiga röster                                                 | Antal giltiga röster                                                 | 481                                                                  |                                                                      |                                                                      |
| Kasserade röster                                                     | Kasserade röster                                                     | 6                                                                    |                                                                      |                                                                      |
| Totalt                                                               | Totalt                                                               | 487                                                                  |                                                                      |                                                                      |

Valet ägde rum den 20 augusti 1899. Valdeltagandet var 27,3%.

### 1902
| Andrakammarvalet i Sverige 1902: Södra Möre domsagas västra valkrets | Andrakammarvalet i Sverige 1902: Södra Möre domsagas västra valkrets | Andrakammarvalet i Sverige 1902: Södra Möre domsagas västra valkrets | Andrakammarvalet i Sverige 1902: Södra Möre domsagas västra valkrets | Andrakammarvalet i Sverige 1902: Södra Möre domsagas västra valkrets |
| Kandidat                                                             | Kandidat                                                             | Röster                                                               | Röster                                                               | Röster                                                               |
| Kandidat                                                             | Kandidat                                                             | Antal                                                                | %                                                                    | +− %                                                                 |
| -------------------------------------------------------------------- | -------------------------------------------------------------------- | -------------------------------------------------------------------- | -------------------------------------------------------------------- | -------------------------------------------------------------------- |
|                                                                      | Carl Carlsson                                                        | 171                                                                  | 53,4                                                                 | ▼15,2%                                                               |
|                                                                      | Närmaste kandidat                                                    | 76                                                                   | 23,8                                                                 |                                                                      |
|                                                                      | Övriga kandidater                                                    | 73                                                                   | 22,8                                                                 | —                                                                    |
| Antal giltiga röster                                                 | Antal giltiga röster                                                 | 320                                                                  |                                                                      |                                                                      |
| Kasserade röster                                                     | Kasserade röster                                                     | 0                                                                    |                                                                      |                                                                      |
| Totalt                                                               | Totalt                                                               | 320                                                                  |                                                                      |                                                                      |

Valet ägde rum den 7 september 1902. Valdeltagandet var 17,3%.

### 1905
| Andrakammarvalet i Sverige 1905: Södra Möre domsagas västra valkrets | Andrakammarvalet i Sverige 1905: Södra Möre domsagas västra valkrets | Andrakammarvalet i Sverige 1905: Södra Möre domsagas västra valkrets | Andrakammarvalet i Sverige 1905: Södra Möre domsagas västra valkrets | Andrakammarvalet i Sverige 1905: Södra Möre domsagas västra valkrets |
| Kandidat                                                             | Kandidat                                                             | Röster                                                               | Röster                                                               | Röster                                                               |
| Kandidat                                                             | Kandidat                                                             | Antal                                                                | %                                                                    | +− %                                                                 |
| -------------------------------------------------------------------- | -------------------------------------------------------------------- | -------------------------------------------------------------------- | -------------------------------------------------------------------- | -------------------------------------------------------------------- |
|                                                                      | Carl Carlsson                                                        | 400                                                                  | 63,7                                                                 | ▲10,3%                                                               |
|                                                                      | Sture Ljungdahl i Nybro                                              | 114                                                                  | 18,1                                                                 |                                                                      |
|                                                                      | Övriga kandidater                                                    | 114                                                                  | 18,1                                                                 | —                                                                    |
| Antal giltiga röster                                                 | Antal giltiga röster                                                 | 628                                                                  |                                                                      |                                                                      |
| Kasserade röster                                                     | Kasserade röster                                                     | 4                                                                    |                                                                      |                                                                      |
| Totalt                                                               | Totalt                                                               | 632                                                                  |                                                                      |                                                                      |

Valet ägde rum den 3 september 1905. Valdeltagandet var 34,4%.

### 1908
| Andrakammarvalet i Sverige 1908: Södra Möre domsagas västra valkrets | Andrakammarvalet i Sverige 1908: Södra Möre domsagas västra valkrets | Andrakammarvalet i Sverige 1908: Södra Möre domsagas västra valkrets | Andrakammarvalet i Sverige 1908: Södra Möre domsagas västra valkrets | Andrakammarvalet i Sverige 1908: Södra Möre domsagas västra valkrets |
| Kandidat                                                             | Kandidat                                                             | Röster                                                               | Röster                                                               | Röster                                                               |
| Kandidat                                                             | Kandidat                                                             | Antal                                                                | %                                                                    | +− %                                                                 |
| -------------------------------------------------------------------- | -------------------------------------------------------------------- | -------------------------------------------------------------------- | -------------------------------------------------------------------- | -------------------------------------------------------------------- |
|                                                                      | Wilhelm Andersson                                                    | 468                                                                  | 47,8                                                                 |                                                                      |
|                                                                      | Sven August Redin (höger)                                            | 254                                                                  | 26,0                                                                 |                                                                      |
|                                                                      | Sture Ljungdahl i Nybro (höger)                                      | 154                                                                  | 15,7                                                                 | ▼2,4%                                                                |
|                                                                      | Arvid Petersson (frisinnad)                                          | 102                                                                  | 10,4                                                                 |                                                                      |
|                                                                      | Övriga kandidater                                                    | 1                                                                    | 0,1                                                                  | —                                                                    |
| Antal giltiga röster                                                 | Antal giltiga röster                                                 | 979                                                                  |                                                                      |                                                                      |
| Kasserade röster                                                     | Kasserade röster                                                     | 3                                                                    |                                                                      |                                                                      |
| Totalt                                                               | Totalt                                                               | 982                                                                  |                                                                      |                                                                      |

Valet ägde rum den 13 september 1908. Valdeltagandet var 59,2%.